# Wydział Prawa i Administracji Uniwersytetu Opolskiego
Wydział Prawa i Administracji Uniwersytetu Opolskiego (WPiA UO) – jeden z dwunastu wydziałów Uniwersytetu Opolskiego powstały 1 października 2006 roku w wyniku przekształcenia dotychczasowego Międzywydziałowego Instytutu Prawa i Administracji w pełnoprawny wydział. Kształci studentów na trzech podstawowych kierunkach zaliczanych do nauk prawnych, na studiach stacjonarnych oraz niestacjonarnych.
Wydział Prawa i Administracji w 2016 r. składał się z siedmiu katedr, ośmiu zakładów, trzech pracowni naukowych, sześciu centrów naukowych, kliniki prawa i biblioteki. W 2012 zatrudnionych było 60  pracowników naukowo-dydaktycznych (z czego 7 na stanowisku profesora zwyczajnego, 12 na stanowisku profesora nadzwyczajnego ze stopniem doktora habilitowanego, 3 na stanowisku adiunkta ze stopniem doktora habilitowanego, 29 na stanowisku adiunkta ze stopniem doktora oraz 9 asystentów z tytułem magistra).
Najliczniejszą grupą pracowników naukowo-dydaktycznych było 32 adiunktów. Wydział współpracuje również z emerytowanymi profesorami, których autorytet wspiera zarówno proces dydaktyczny, jak i przede wszystkim wymianę międzynarodową.
Według stanu na 2015 rok na wydziale studenci odbywają studia w ramach studiów pierwszego stopnia (licencjackich), a następnie studiów drugiego stopnia (magisterskich uzupełniających). Łącznie na wydziale studiuje 1518 studentów, z czego 1161 osób w ramach studiów dziennych i 357 osób w ramach studiów zaocznych.

## Władze dziekańskie
W kadencji 2024–2028 funkcję kierownicze na wydziale piastują:
- Dziekan : dr hab. Ewa Pierzchała, prof. UO
- Zastępca Dziekana : dr hab. Anna Frankiewicz-Bodynek, prof. UO

## Poczet dziekanów
- 2006–2008: dr hab. Stanisław Leszek Stadniczeńko, prof. UO – prawnik (teoria państwa i prawa, prawo administracyjne)
- 2008–2011: dr hab. Tadeusz Cielecki, prof. UO – prawnik (kryminologia, patologia społeczna)
- 2011–2019: dr hab. Piotr Stec, prof. UO – prawnik (prawo własności intelektualnej, prawo cywilne porównawcze)
- 2019–2020: dr hab. Ewa Pierzchała – prawnik (prawo administracyjne)
- 2020–2024: dr hab. Paweł Sobczyk, prof. UO – prawnik (prawo konstytucyjne, prawo wyznaniowe)
- od 2024: dr hab. Ewa Pierzchała – prawnik (prawo administracyjne)

## Historia

### Geneza wydziału
Początki dzisiejszego Wydziału Prawa i Administracji UO związane są z zorganizowaniem w 1955 w Opolu Punktu Konsultacyjnego Studium Zaocznego Prawa, a w 1959 Punktu Konsultacyjnego Zaocznego Studium Administracji Uniwersytetu Wrocławskiego. Idea powołania kierunku administracja i prawo w Wyższej Szkole Pedagogicznej w Opolu zrodziła się na początku lat 70. XX wieku, mimo to władze opolskiej uczelni nie uzyskały na to zgody władz państwowych. Wraz z przekształceniem WSP w Opolu w uniwersytet w 1994 powrócono do tego pomysłu, ale w tym czasie udało się jedynie utworzyć Zakład Prawa i Administracji na Wydziale Ekonomicznym UO. Jego kierownikiem został dr hab. Stanisław Malarski.
Po istotnym wzmocnieniu kadrowym 1 lutego 1996 utworzono w ramach Wydziału Ekonomicznego UO Instytut Prawa i Administracji, którego dyrektorem został dr hab. Stanisław Malarski (stanowisko to zajmował do 2001). W 2000 uruchomiono w IPiA studia magisterskie uzupełniające na kierunku administracja. Z inicjatywy pracowników naukowo-dydaktycznych Instytutu i w związku z koniecznością realizowania nowych zadań dydaktycznych, naukowych oraz organizacyjnych Senat UO powołał uchwałą z dnia 28 czerwca 2001 samodzielny Międzywydziałowy Instytut Prawa i Administracji (MIPiA), podporządkowany prorektorowi ds. nauki i współpracy z zagranicą. Instytut ten sukcesywnie podejmował różne działania naukowe, organizacyjne i dydaktyczne, które miały na celu przekształcenie MIPiA w pełnoprawny wydział prawa i administracji. Dyrektorem MIPiA był w latach 2001-2006 dr hab. Stanisław Leszek Stadniczeńko. W 2003 uruchomiono drugi kierunek studiów w Instytucie, którym było prawo.

### Utworzenie wydziału
W maju 2006 Międzywydziałowy Instytut Prawa i Administracji Uniwersytetu Opolskiego spełnił wszelkie wymogi określone w § 9 Statutu UO, umożliwiające utworzenie nowego wydziału. W związku z tym 20 maja tego samego roku złożono wniosek o utworzenie pełnoprawnego wydziału. Ostatecznie Senat UO przyjął tę uchwałę i weszła w ona w życie 1 października 2006, tym samym powołany został ósmy wydział na opolskiej uczelni – Wydział Prawa i Administracji.
W 2011 po wizytacji przeprowadzonej przez Państwową Komisję Akredytacyjną kierunkowi studiów: administracja i prawo przyznano akredytację na okres 6 lat.

## Kierunki kształcenia
Wydział Prawa i Administracji UO w roku akademickim 2011/2012 prowadził następujące kierunki:
- studia jednolite magisterskie, 5-letnie – prawo o specjalnościach:
  - cywilistyczna
  - karnistyczna
  - ustrojowo-administracyjna
  - prawa europejskiego i międzynarodowego

- studia pierwszego stopnia (licencjackie, 3-letnie) na kierunkach[2]:
  - administracja
    - administracja publiczna
    - administracja gospodarczo-finansowa
    - administracja specjalna ochrony bezpieczeństwa i porządku publicznego
    - administracja w stosunkach międzynarodowych
    - administracja organów ochrony prawnej (tylko dla studentów zaocznych)

  - bezpieczeństwo wewnętrzne
  - obsługa biznesu

- studia drugiego stopnia (magisterskie uzupełniające, 2-letnie) na kierunkach[2]:
  - administracja
  - bezpieczeństwo wewnętrzne

Ponadto Wydział oferował następujące studia podyplomowe:
- prawo gospodarcze w administracji publicznej
- podyplomowe studia podatkowe
- studia podyplomowe z zakresu prawa gospodarczego i handlowego
- podyplomowe studia samorządu terytorialnego
- studia podyplomowe prawa prasowego i prawa reklamy
- podyplomowe studia europejskiego prawa ochrony środowiska
- podyplomowe studia administracji publicznej
- podyplomowe Studia Administracji Publicznej i Zarządzania
- prawne i ekonomiczne aspekty zarządzania zakładami opieki zdrowotnej
- podyplomowe Studia Pedagogiki Prawa – Readaptacji, Mediacji i Negocjacji
- studia podyplomowe w zakresie prawa bankowego
- mechanizmy funkcjonowania strefy EURO (Unii Gospodarczo-Walutowej)
- podyplomowe studia z zakresu europejskiej polityki regionalnej i funduszy unijnych

Wydział ma prawo nadawania stopnia doktora nauk prawnych w dziedzinie prawa.

## Główne kierunki działalności
Wydział Prawa i Administracji Uniwersytetu Opolskiego prowadzi działalność dydaktyczną i badawczą związaną z:
- administracją publiczną
- porównawczym prawem administracyjnym i ochrony środowiska
- postępowaniem administracyjnym
- administracją ochrony
- bezpieczeństwem i porządkiem publicznym
- administracją gospodarczo-finansową
- administracją i prawem biznesu
- prawem międzynarodowym publicznym i europejskim
- prawem karnym
- kryminologią i wiktymologia
- historią administracji, parlamentaryzmu
- prawem pracy i polityki społecznej
- prawem cywilnym
- prawem ustrojowym
- instrumentami marketingu
- prawem i ochroną praw człowieka
- regionami i regionalizmem
- Centrum Dokumentacji Europejskiej

## Instytut Nauk Prawnych

### Dyrekcja[10]
- Dyrektor: dr hab. Piotr Stec, prof. UO
- Zastępca Dyrektora: dr hab. Ewa Kozerska, prof. UO
- Koordynator kierunku Administracja, Obsługa biznesu: dr Marta Rostropowicz-Miśko
- Koordynator kierunku Bezpieczeństwo wewnętrzne: mgr Jerzy Korwin Małaczyński
- Koordynator kierunku Prawo: dr Rafał Wielki

### Katedry[11]

#### Katedra Nauk o Państwie i Prawie
- Kierownik: dr hab. Paweł Sobczyk, prof. UO
- Profesor: dr hab. Anna Frankiewicz-Bodynek, prof. UO
- Profesor: dr hab. Józef Koredczuk, prof. UO
- Profesor: dr hab. Ewa Kozerska, prof. UO
- Profesor: dr hab. Piotr Sadowski, prof. UO
- Profesor: dr hab. Andrzej Szymański, prof. UO
- Profesor: dr hab. Dariusz Walencik, prof. UO
- Adiunkt: dr Hanna Duszka-Jakimko
- Adiunkt: dr Katarzyna Pluta
- Adiunkt: dr Jacek Srokosz

#### Katedra Prawa Karnego
- Kierownik: prof. zw. dr hab. Zbigniew Kwiatkowski
- Profesor: dr hab. Dariusz Mucha, prof. UO
- Adiunkt: dr Paulina Banaszak-Grzechowiak
- Adiunkt: dr Bartłomiej Filek
- Adiunkt: dr Miłosz Kościelniak-Marszał
- Adiunkt: dr Michał Prusek
- Asystent: mgr Adrianna Wączek

#### Katedra Prawa Administracyjnego
- Kierownik: dr hab. Stanisław Nitecki, prof. UO
- Profesor: dr hab. Ewa Pierzchała, prof. UO
- Profesor: dr hab. Marta Woźniak, prof. UO
- Adiunkt: dr Beata Kozicka
- Adiunkt: dr Maja Kozłowska
- Adiunkt: dr Mateusz Pszczyński
- Adiunkt: dr Olga Sachanbińska-Dobrzyńska

#### Katedra Prawa Prywatnego
- Kierownik: dr hab. Piotr Stec, prof. UO
- Profesor: dr hab. Dariusz Szostek, prof. UO
- Adiunkt: dr Katarzyna Biczysko-Pudełko
- Adiunkt: dr Piotr Gil
- Adiunkt: ks dr Grzegorz Gura
- Adiunkt: dr Alicja Jagielska-Burduk
- Adiunkt: dr Andrzej Jakubowski
- Adiunkt: dr Joanna Kozińska
- Starszy Wykładowca: dr Magdalena Gołowkin-Hudała
- Starszy Wykładowca: dr Aleksandra Wilk
- Asystent: mgr Jakub Wiczyk

#### Katedra Prawa Gospodarczego i Finansowego
- Kierownik: dr Piotr Stanisławiszyn
- Profesor: dr hab. Rafał Adamus, prof. UO
- Profesor: dr hab. Michalina Duda-Hyz, prof. UO
- Adiunkt: dr Przemysław Malinowski
- Adiunkt: dr Andrzej Michór
- Adiunkt: dr Tomasz Tomczak
- Adiunkt: dr Łukasz Stępkowski
- Asystent: dr Rafał Chybiński

#### Katedra Prawa Międzynarodowego i Europejskiego
- Kierownik: dr hab. Stefan Marek Grochalski, prof. UO
- Profesor: dr hab. Jerzy Jendrośka, prof. UO
- Profesor: dr hab. Joanna Ryszka, prof. UO
- Adiunkt: dr Paweł Szewczyk

#### Katedra Nauk o Bezpieczeństwie
- Kierownik: dr hab. Henryk Spustek, prof. UO
- Adiunkt: dr Kamila Kasperska-Kurzawa
- Adiunkt: dr Alicja Paluch
- Adiunkt: dr Marta Rostropowicz-Miśko
- Starszy Wykładowca: dr Arleta Augustyniak
- Starszy Wykładowca: mgr Jerzy Korwin Małaczyński

#### Katedra Prawa Pracy i Ubezpieczeń Społecznych
- Kierownik: dr hab. Kamil Antonów, prof. UO
- Adiunkt: dr Michał Bąba
- Adiunkt: dr Sabina Pochopień-Belka

### Zespoły[11]

#### Zespół Badawczy – Centrum Ochrony Dziedzictwa Kulturowego „UNESCO Chair on Cultural Property Law”
- Kierownik: dr Alicja Jagielska-Burduk
- Profesor: dr hab. Rafał Adamus, prof. UO
- Profesor: dr hab. Anna Frankiewicz-Bodynek, prof. UO
- Profesor: dr hab. Marta Woźniak, prof. UO
- Adiunkt: dr Mateusz Pszczyński

#### Zespół Badawczy Prawa Wyznaniowego „Law and Religion”
- Kierownik: dr hab. Dariusz Walencik, prof. UO
- Profesor: dr hab. Józef Koredczuk, prof. UO
- Profesor: dr hab. Paweł Sobczyk, prof. UO
- Profesor: dr hab. Andrzej Szymański, prof. UO
- Adiunkt: ks dr Grzegorz Gura
- Adiunkt: dr Katarzyna Pluta

#### Zespół Badawczy – Centrum Prawnych Problemów Techniki i Nowych Technologii
- Kierownik: dr hab. Dariusz Szostek prof. UO
- Profesor: dr hab. Henryk Spustek prof. UO
- Adiunkt: dr Tomasz Dukiewicz
- Asystent: dr Rafał Prabucki

#### Zespół Badawczy – Centrum Badań nad Prawami Podstawowymi
- Kierownik: dr hab. Paweł Sobczyk, prof. UO
- Profesor: dr hab. Jerzy Nikołajew, prof. UO
- Profesor: dr hab. Andrzej Szymański, prof. UO
- Profesor: dr hab. Dariusz Walencik, prof. UO
- Adiunkt: dr Magdalena Gołowkin-Hudała
- Adiunkt: dr Aleksandra Wilk

#### Zespół Edukacji Klinicznej „Klinika Prawa”
- Kierownik: dr Magdalena Gołowkin-Hudała
- Adiunkt: dr Piotr Gil
- Starszy wykładowca: dr Arleta Augustyniak
- Starszy wykładowca:  dr Monika Tomaszewska
- Starszy wykładowca: dr Aleksandra Wilk
- Starszy wykładowca: mgr Jerzy Korwin Małaczyński